# Claes Gill

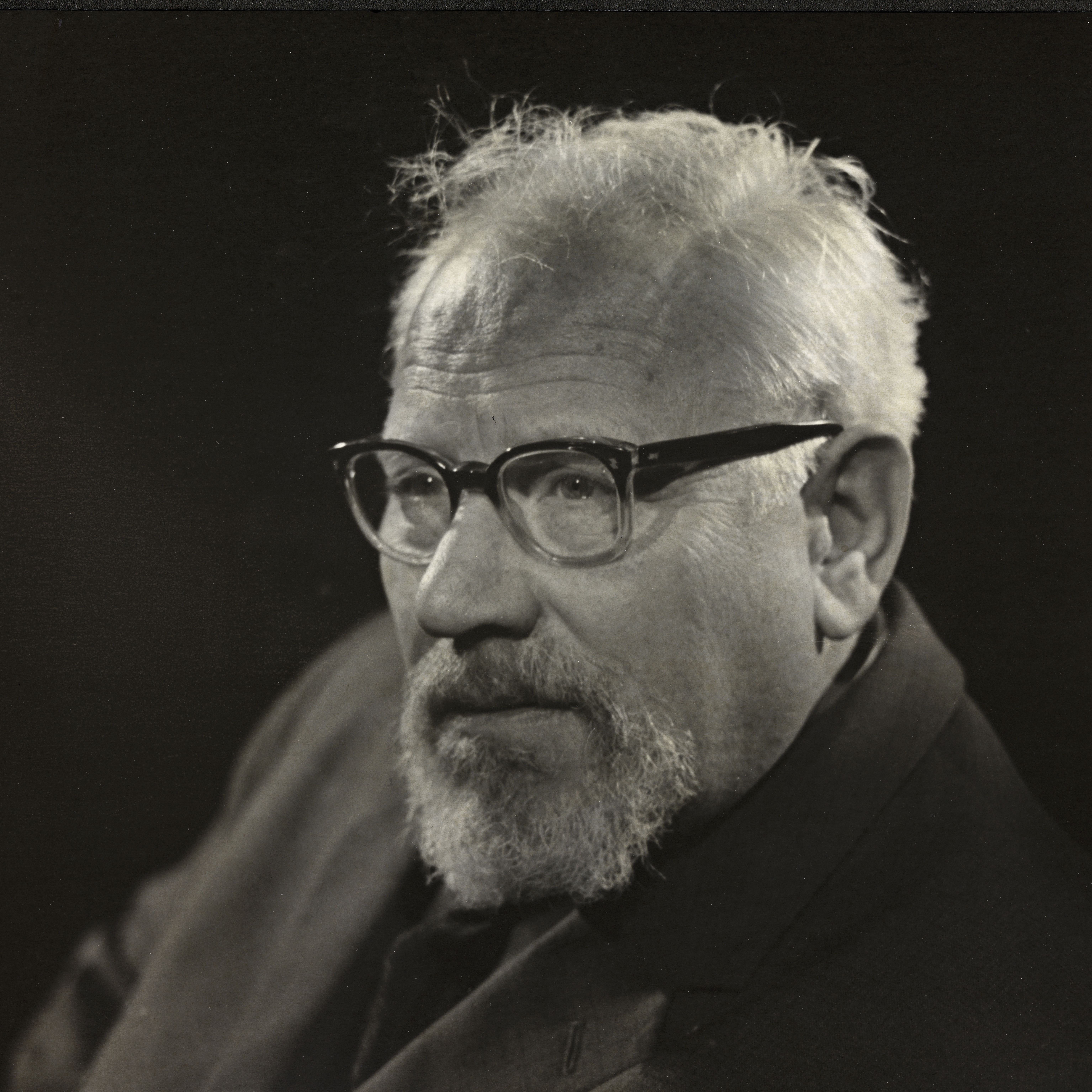

Claes Gill (* 13. Oktober 1910 in Odda; † 11. Juni 1973 in Oslo) war ein norwegischer Schriftsteller, Journalist, Dichter und Schauspieler.

## Leben
Er wurde in Odda geboren, wuchs aber in Bergen auf. Sein erwachsenes Leben verbrachte er in Oslo. 1939 debütierte er mit Fragment av et magisk liv, 1942 folgte Ord i jærn. Später war er als Schauspieler und Regisseur tätig. Er war Chef des Rogaland Teater in Stavanger (1952 bis 1956) und spielte auch in einigen Filmen mit.
Er engagierte sich auch für die Sprache Riksmål.

## Filmografie (Auswahl)
- 1959: Der Herr und seine Diener (Herren og hans tjenere )
- 1961: Die Brigg 'Drei Lilien' (Briggen Tre Liljor)
- 1962: Aller Nächte Sehnsucht (Kort är sommaren)
- 1969: Ich heiße An-Magritt (An-Magritt)